# Erlandiínos
Erlandiínos (Erlandiini) é uma tribo de coleópteros da subfamília Cerambycinae.

## Sistemática
- Ordem Coleoptera
  - Subordem Polyphaga
    - Infraordem Cucujiformia
      - Superfamília Chrysomeloidea
        - Família Cerambycidae
          - Subfamília Cerambycinae
            - Tribo Erlandiini Aurivillius, 1912
              - Gênero Erlandia Aurivillius, 1904